# Vincent Gouttebarge
Vincent Gouttebarge (Vichy, 16 augustus 1975) is een Frans voormalige beroepsvoetballer en medische wetenschapper.

## Biografie
Gouttebarge speelde in eigen land tussen 1993 en 1994 voor AJ Auxerre en van 1994 tot 1997 FC Cournon-d'Auvergne in de laagste klasse van de Championnat de France alvorens hij naar Nederland vertrok om in Nederland voor vier seizoenen bij FC Volendam te tekenen. Daar was hij in 1997 de eerste Fransman die in de eredivisie speelde. Echter, Gouttebarge kwam daarna door blessures weinig aan spelen toe. In 2001 won hij bij 'Het Andere Oranje' een periodetitel en speelde vervolgens de nacompetitie. Na een mislukte stage bij Sparta speelde hij van 2002 tot 2007 bij Almere City FC (toen FC Omniworld). Medio 2007 stopte de Fransman, ook in bezit van een Nederlands paspoort, en ging zich op zijn maatschappelijke carrière richten. Door blessures speelde Gouttebarge tussen 1993 en 2007 maar 232 wedstrijden als profvoetballer. 
Tijdens zijn profcarrière studeerde Gouttebarge eerst bewegingswetenschappen aan de Universiteit Blaise Pascal te Clermont-Ferrand waar hij in 2000 richting inspanningfysiologie afgestudeerd is. Vanaf 2002 ging Gouttebarge naast zijn voetbalcarrière verder studeren bij het Academisch Medisch Centrum (Faculteit der Geneeskunde) aan de UvA. Gouttebarge schreef uiteindelijk een proefschrift over klinimetie waarmee hij eind 2008 promoveerde en de graad van doctor aan de Faculteit der Geneeskunde van de UvA kreeg. 
Anno 2021 is Gouttebarge Buitengewoon Hoogleraar Sportgeneeskunde van de Universiteit van Pretoria en werkzaam bij de afdeling Orthopedie van de Amsterdam Universitair Medische Centra. Hij is ook Chief Medical Officer bij FIFPro. Gouttebarge richt zich in zijn werk op een breed scala van domeinen binnen de sportgeneeskunde die relevant zijn in de professionele sport (nadruk op voetbal), met als doel de fysieke, mentale en sociale gezondheid van actieve en voormalige topsporters te beschermen en te bevorderen. Gouttebarge is voorzitter van de Mental Health Working Group van het Internationaal Olympisch Comité (IOC), co-directeur van de IOC Programs on Mental Health in Elite Sport, lid van de Concussion Expert Group van de International Football Association Board, lid van de Medical Expert Group van de Franse Professional Football League (LFP) en lid van de South African Sports Medicine Association (SASMA). Gouttebarge is ook lid van de Editorial Board van het South African Journal of Sports Medicine en Injury Epidemiology. 